# Bairam
Bairam (en rus: Байрам) és un poble de la república del Daguestan, a Rússia. Segons el cens del 2010 tenia 446 habitants.